# Cnemidocarpa personata
Cnemidocarpa personata is een zakpijpensoort uit de familie van de Styelidae. De wetenschappelijke naam van de soort is voor het eerst geldig gepubliceerd in 1899 door Herdman.